# 津村佳宏
津村 佳宏は、日本の実業家。株式会社アデランス代表取締役社長兼グループCEOを務める。

## 来歴
1982年3月、アデランスに入社。2017年3月、代表取締役社長兼グループCEOに就任した。
社業の傍ら、マーケティングの勉強のため、早稲田大学人間科学部の通信課程を、2012年に卒業している。

## 出演

### 新聞
- 学生新聞[2]